# Heveška županija
Heveška županija (mađarski: Heves megye) jedna je od 19 mađarskih  županija. Pripada regiji Sjevernoj Mađarskoj. Administrativno središte je Eger (Egra, Egrija). Površina županije je 3637 km², a broj stanovnika 325 727. 

## Zemljopisne osobine
Nalazi se u sjevernoj Mađarskoj, u regiji Sjevernoj Mađarskoj (Észak-Magyarország)
Susjedne županije su Nogradska na sjeverozapadu, Boršod-abaújsko-zemplénska na sjeveroistoku, Jaziško-velikokumansko-szolnočka na jugu i Peštanska županija na jugozapadu. 
Gustoća naseljenosti je 89 stanovnika po četvornom kilometru. 

## Upravna organizacija
Hrvatska imena naselja prema ili
Županija se dijeli na belapatfalvsku, egersku, fuzesabonjsku, đunđušku, hatvansku, hevešku i pétervásárajsku.
U Heveškoj se županiji nalazi 119 naselja.
Gradovi u ovoj županiji su: Bélapátfalva, Füzesabony, Đunđuš, Hatvan, Heves, Pétervására, Lorinac, Kisköre te velika sela Kál, Parád, Rečka i Verpelét.
Sela u ovoj županiji su:
| - Abasár - Adács - Aldebrő - Andornaktálya - Apc - Átány - Atkár - Balaton - Bátor - Bekölce - Besenyőtelek - Boconád - Bodony - Boldog - Bükkszék - Bükkszenterzsébet - Bükkszentmárton - Csány - Demjén - Detk - Domoszló - Dormánd - Ecséd | - Egerbakta - Egerbocs - Egercsehi - Egerfarmos - Egerszalók - Egerszólát - Erdőkövesd - Erdőtelek - Erk - Fedémes - Feldebrő - Felsőtárkány - Gyöngyöshalász - Gyöngyösoroszi - Gyöngyöspata - Gyöngyössolymos - Gyöngyöstarján - Halmajugra - Heréd - Hevesaranyos - Hevesvezekény - Hort - Istenmezeje | - Ivád - Kápolna - Karácsond - Kerecsend - Kerekharaszt - Kisfüzes - Kisnána - Kompolt - Kömlő - Ludas - Maklár - Markaz - Mátraballa - Mátraderecske - Mátraszentimre - Mezőszemere - Mezőtárkány - Mikófalva - Mónosbél - Nagyfüged - Nagykökényes - Nagyréde | - Nagytálya - Nagyút - Nagyvisnyó - Noszvaj - Novaj - Ostoros - Pálosvörösmart - Parádsasvár - Pély - Petőfibánya - Poroszló - Rózsaszentmárton - Sarud - Sirok - Szajla - Szarvaskő - Szentdomonkos - Szihalom - Szilvásvárad - Szúcs - Szűcsi | - Tarnabod - Tarnalelesz - Tarnaméra - Tarnaörs - Tarnaszentmária - Tarnaszentmiklós - Tarnazsadány - Tenk - Terpes - Tiszanána - Tófalu - Újlőrincfalva - Vámosgyörk - Váraszó - Vécs - Visonta - Visznek - Zagyvaszántó - Zaránk |

## Povijest
U Heveškoj se županiji nalazio radni logor Rečka (mađarski Goli otok) koji je koristila mađarska sigurnosna služba Államvédelmi Hatóság od 1950 do 1953. godine. U tom su radnom logoru za rakošijevskog poretka ovamo bili internirani mnogi Hrvati iz mađarskog dijela Bačke.

## Stanovništvo
U županiji živi oko 325 727 stanovnika (prema popisu 2001.).
- Mađari = 312 521
- Romi, Bajaši = 12 629
- Slovaci = 720
- Nijemci = 658
- Rumunji = 244
- Ukrajinci = 171
- Poljaci 106
- ostali, među kojima Hrvata 24

## Vanjske poveznice
- (engleski) Mađarski statistički ured - nacionalni sastav Heveške županije 2001.